# Floris Rost van Tonningen
Floris Rost van Tonningen (Caracas, 31 maart 1977) is een Nederlandse ondernemer. Rost van Tonningen is medeoprichter van de websites IEX.nl, Hyves en soople.nl en soople.com.

## Levensloop
Rost van Tonningen groeide op in Laren, volgde het gymnasium in Hilversum. Na de middelbare school reisde hij samen met Raymond Spanjar naar Engeland en Frankrijk om talen te studeren. Na de studies in het buitenland studeerde Rost van Tonningen ook aan de TU Delft en de Universiteit van Amsterdam.
In zijn studententijd richtte Rost van Tonningen samen met vriend Raymond Spanjar de beleggingssite IEX.nl op, nadat ze ontdekt hadden dat er in Nederland geen goede beleggingssites waren. Toen een investeerder een groot bod op de site deed besloten ze het te verkopen. In de beginperiode van IEX.nl leerden de beide compagnons programmeur Koen Kam kennen. Samen met hem richtten ze na de verkoop van IEX.nl de sociale netwerksite Hyves op.

### Privé
Rost van Tonningen is een telg uit het geslacht Rost van Tonningen en een kleinzoon van NSB-voorman Meinoud Rost van Tonningen en diens echtgenote Florrie Rost van Tonningen-Heubel. Tevens is Rost van Tonningen een neef (oomzegger) van Grimbert Rost van Tonningen.